# Omero Tognon
Omero Tognon (* 3. März 1924 in Padua; † 23. August 1990 in Pordenone) war ein italienischer Fußballspieler und späterer -trainer. Neben zwei Meistertiteln mit der AC Mailand nahm er mit der Nationalmannschaft seines Heimatlandes an den Fußball-Weltmeisterschaften 1950 in Brasilien und 1954 in der Schweiz teil.
Nach seiner aktiven Laufbahn als Spieler wurde er Trainer unter anderem bei Hellas Verona, den AC Arezzo und den Pisa SC.

## Spielerkarriere

### Vereinskarriere
Omero Tognon, geboren 1924 in der norditalienischen Stadt Padua, begann mit dem Fußballspielen in Mailand beim AC Milan. Dort wurde er im Jahre 1945 in die Profimannschaft aufgenommen. Die ersten Jahre im Trikot des AC Mailand verliefen noch titellos, da zur damaligen Zeit die berühmte Mannschaft der AC Turin, der Grande Torino, den italienischen Fußball bestimmte. Doch mit dem Flugunfall von Superga im Jahr 1949 und dem Tod fast aller Torino-Spieler endete diese Dominanz abrupt und neue Vereine spielten um die Meisterschaft mit. Dazu gehörte auch die AC Mailand, der mit Spielern wie dem schwedischen Angreifer Gunnar Nordahl, dessen Landsmann Nils Liedholm oder dem italienischen Nationalkeeper Lorenzo Buffon damals zu den besten Teams Italiens zählte. In der Saison 1950/51 holte die Mannschaft von Trainer Lajos Czeizler den ersten Scudetto überhaupt für Milan. In der Serie A wurde nach Ablauf aller Spieltage ein erster Platz mit fünf Punkten Vorsprung auf den Lokalrivalen Ambrosiana-Inter belegt, wobei sich das damalige Milan-Team besonders durch eine starke Offensive mit über hundert Saisontoren auszeichnete. Aber auch die Verteidigung wusste zu überzeugen, mit 39 Gegentreffern stellte man auch hier die beste Mannschaft der Liga.
Nach dem Titelgewinn 1951 folgten zwei Jahre, in denen sich die AC Mailand Juventus Turin beziehungsweise Ambrosiana-Inter geschlagen geben musste. Erst in der Saison 1954/55 gelang der zweite Titelgewinn durch einen ersten Platz mit sechs Zählern Vorsprung auf Udinese Calcio. Die Meisterschaft 1955 war der letzte Titel für Omero Tognon im Trikot der AC Mailand. Der Kapitän der Mailänder Mannschaft der Fünfzigerjahre verließ den Verein im Jahr 1956 nach 334 Ligaspielen mit zwei Treffern. Zuvor hatte er zwölf Jahre lang bei der AC Milan unter Vertrag gestanden.
Nach seinem Abschied aus dem Stadio San Siro schloss sich Omero Tognon der AC Pordenone an, wo er noch zwei Jahre auf Amateurniveau spielte und es auf 56 Ligaspiele mit einem Torerfolg für den heute drittklassigen Verein brachte. Im Sommer 1958 beendete Omero Tognon seine fußballerische Laufbahn dann im Alter von 34 Jahren.

### Nationalmannschaft
Zwischen 1949 und 1954 brachte es Omero Tognon auf insgesamt vierzehn Länderspiele für die italienische Fußballnationalmannschaft. Er war Teil jener Generation italienischer Spieler, die die Nationalmannschaft in den Jahren nach dem Flugunfall von Superga, der mit der AC Turin auch einen Großteil der Spieler des Nationalteams betraf, neu aufbauten. So wurde er von Nationaltrainer Ferruccio Novo ins Aufgebot der Italiener für die Fußball-Weltmeisterschaft 1950 in Brasilien berufen. Von Novo nicht weiter berücksichtigt und im Turnier nicht eingesetzt, war Omero Tognon allerdings nur indirekt am frühen Ausscheiden der Italiener bereits in der Vorrunde beteiligt.
Vier Jahre später erlebte Omero Tognon in der Schweiz seine zweite Fußball-Weltmeisterschaft. Beim Weltchampionat 1954 war er anders als 1950 Stammspieler und bestritt alle drei Spiele der italienischen Mannschaft, die mittlerweile vom Ungarn Lajos Czeizler, unter dem Tognon mit der AC Mailand 1951 italienischer Meister geworden war, trainiert wurde. Doch auch unter Milans Erfolgscoach überstand Italien die Vorrunde nicht und wurde nur Dritter hinter den Nationalmannschaften von England und der Schweiz, was das Aus bereits in der ersten Runde bedeutete. Nach der Weltmeisterschaft 1954 beendete Omero Tognon seine Laufbahn in der italienischen Fußballnationalmannschaft nach vierzehn Länderspielen, allerdings alle ohne eigenen Torerfolg.

## Trainerkarriere
Nach dem Ende seiner aktiven Laufbahn als Fußballspieler wurde Omero Tognon Trainer. Seine erste Trainerstation hatte er bei Hellas Verona, das sich zwanzig Jahre vor dem berühmten Scudetto dei Miracoli in den Tiefen der Serie B befand. Unter Tognon erreichte Hellas in der Serie B 1965/66 den sechsten Platz und verpasste damit den Aufstieg. Auch in der Folgesaison besserte sich das nicht, stattdessen fand man sich bereits zu Saisonbeginn im Abstiegskampf wieder. Anfang 1967 trennte sich Hellas Verona von Trainer Omero Tognon und engagierte Ugo Pozzan, der auch nicht erfolgreicher agierte und schon bald durch Nils Liedholm abgelöst wurde. Dieser führte Hellas Verona schließlich noch zum Klassenerhalt.
Seine zweite Trainerstation hatte Omero Tognon beim AC Arezzo, wo er drei Jahre lang durchaus erfolgreich arbeitete. Er führte Arezzo nach zwei Jahren in der Drittklassigkeit 1969 zurück in die Serie B und erreichte mit seiner Mannschaft in der Serie B 1969/70 mit Rang vierzehn den relativ sicheren Klassenerhalt. Trotz des Erfolges verließ er Arezzo im Sommer 1970 und wurde neuer Trainer des Drittligisten Ravenna Calcio, wo er ein Jahr lang arbeitete. In der Folge coachte Tognon mit dem Pisa SC sowie dem FC Crotone zwei weitere Drittligisten sowie mit der AC Clodiense eine Amateurmannschaft. Im Jahr 1974 endete seine Trainerlaufbahn.

## Erfolge
- Italienische Meisterschaft: 1950/51, 1954/55 mit der AC Mailand
- Coupe Latine: 1951, 1956 mit der AC Mailand